# Trzcielin
Trzcielin – wieś w Polsce położona w województwie wielkopolskim, w powiecie poznańskim, w gminie Dopiewo.

## Historia
Po raz pierwszy osada była wzmiankowana w 1388 jako Rzczelino. W powszechnym użyciu była też forma Trzcielino. Z miejscowości pochodziła rodzina Trzcielińskich. Część majątków była w rękach biskupów poznańskich aż do rozbiorów Polski. W latach 1975–1998 miejscowość administracyjnie należała do województwa poznańskiego.
W pobliżu znajduje się jezioro Trzcielińskie. Przez wieś przepływa Kanał Trzcieliński.